# Teresa Jassà Casé
Teresa Jassà Casé (Calaceit, Matarranya, 5 de gener de 1928 - 24 de desembre de 1999) fou una ceramista, poetessa i contista en llengua catalana i castellana.
Procedent d'una família de la baixa noblesa aragonesa, els seus primers anys estan vinculats a Alcanyís i Calaceit. La seva germana Gregoria li ensenyà a pintar i dibuixar. Durant la Guerra Civil, va escriure un text titulat Memoria de la guerra y Manifesto por la paz, que seria l'inici d'una carrera d'escrits en castellà i català. Acabat el batxillerat a les teresianes de Saragossa, va marxar a Barcelona el 1948 i va començar a escriure els seus primers poemes. El 1952 es va matricular a la carrera de farmàcia, a la Universitat de Barcelona, però de seguida va abandonar els estudis.
Poc després es va traslladar a Perpinyà, i es matriculà a l'Escola de Belles Arts sota la direcció de Jacues Prolongeau, que, com a ceramista, la va iniciar en la tècnica d'esmalts ceràmics d'alta temperatura. Va exposar per primera vegada al Salon des PTT, a Perpinyà (1958), amb una col·lecció de vuit quadres amb paisatges urbans. El 1961 tornà a Calaceit, on va instal·lar el seu taller ceràmic en un antic molí d'oli, per al qual el ceramista Llorens Artigas va construir un forn. Entre 1962 i 1971 va participar en moltes exposicions col·lectives a Espanya i França. El 1972 va exposar un conjunt d'obres a l'Ateneu Barcelonès, que formen la col·lecció titulada Homenaje a Goya.
L'Associació Cultural del Matarranya va editar, el 1992, el seu recull de poesia Eixam de Poemes. El 1986 va participar en el II Congrés Internacional de la Llengua Catalana. El seu recull de narracions breus L'armariet es publicà pòstumament l'any 2000.